# Phrazes for the Young
Phrazes for the Young es el álbum debut del compositor estadounidense Julian Casablancas, lanzado el 2 de noviembre de 2009 en el Reino Unido y 3 de noviembre en los Estados Unidos. Casablancas, quien es conocido por integrar la banda de rock The Strokes, grabó ocho canciones para el álbum en 2009 en Nueva York, Los Ángeles y Nebraska. Jason Lader fue el productor y el músico Mike Mogis (Bright Eyes/Monsters of Folk) contribuyó en la producción. El título del hace referencia a la frase de Oscar Wilde: «Frases y filosofías para uso de la juventud».
Balki, el perro de Casablancas, está fotografiado en la portada del álbum.
El álbum fue revisado en su totalidad el 31 de agosto de 2009 en el Duo Music Exchange en Tokio, Japón. Como celebración del lanzamiento, Casablancas realizó una serie presentaciones de manera especial todos los viernes por las noches de noviembre en Los Ángeles.[cita requerida] El primer sencillo, «11th Dimension», estuvo por primera vez al aire en el programa Zane Lowe de Radio 1 el 17 de septiembre. El sencillo fue lanzado el 2 de octubre de 2009 en los Estados Unidos.
Casablancas cantó «I Wish It Was Christmas Today» (como en un sketch de Saturday Night Live) en Late Night with Jimmy Fallon el 21 de diciembre de 2009.
«Left & Right In The Dark», «Out Of The Blue», «Ludlow St» y «11th Dimension» suenan en el episodio «The Lady Vanished», de Gossip Girl. «Out of the Blue» se escucha también en el tráiler de la película The Kids Are All Right.

## Lista de canciones
Todas las canciones fueron escritas por Julian Casablancas, excepto las indicadas.

| N.º   | Título                                                       | Duración |  |
| 1.    | «Out of the Blue»                                            | 4:43     |  |
| 2.    | «Left & Right in the Dark»                                   | 4:58     |  |
| 3.    | «11th Dimension»                                             | 4:05     |  |
| 4.    | «4 Chords of the Apocalypse» (Casablancas, Fabrizio Moretti) | 5:02     |  |
| 5.    | «Ludlow St.»                                                 | 5:45     |  |
| 6.    | «River of Brakelights»                                       | 5:13     |  |
| 7.    | «Glass»                                                      | 5:20     |  |
| 8.    | «Tourist» (Casablancas, JP Bowersock)                        | 5:02     |  |
| 39:49 |                                                              |          |  |

| iTunes bonus tracks |                                 |          |  |
| N.º                 | Título                          | Duración |  |
| 9.                  | «Old Hollywood»                 | 4:33     |  |
| 10.                 | «30 Minute Boyfriend»           | 3:31     |  |
| 11.                 | «I Wish It Was Christmas Today» | 3:11     |  |